# Tony McNamara
Pour les articles homonymes, voir McNamara.
Vous pouvez aider à l'améliorer ou bien discuter des problèmes sur sa page de discussion.
- Son texte doit être wikifié : il ne correspond pas à la mise en forme Wikipédia (style, typographie, liens internes, liens entre les wikis, etc.). (Marqué depuis décembre 2023)
- La traduction doit être revue. Le contenu est difficilement compréhensible à cause d’erreurs de traduction, peut-être dues à l’utilisation d’un logiciel de traduction automatique. (Marqué depuis décembre 2023)

Tony McNamara est un scénariste et producteur de télévision australien né en 1967.
Il est connu pour avoir signé les scénarios des films La Favorite (2018) et Pauvres Créatures (2024), du réalisateur Yórgos Lánthimos, pour lesquels il est deux fois nommé aux Oscars. Il  écrit également le scénario de la comédie noire Cruella de Craig Gillespie. Ces trois films ont comme actrice principale : Emma Stone.

## Biographie
McNamara est né à Kilmore, en Australie et fait ses études à l'Assumption College et au Royal Melbourne Institute of Technology. Sa formation consiste à étudier l'écriture de scénarios. Après des carrières dans la restauration et la finance, McNamara s'est tourné vers une carrière d'écrivain après une visite à Rome.

## Carrière
Après avoir écrit divers épisodes télévisés et pièces de théâtre, McNamara fait ses débuts au cinéma en 2003 en réalisant The Rage in Placid Lake, adapté de sa pièce de théâtre The Café Latte Kid.
Par la suite, il écrit pour divers programmes télévisés en Australie, notamment : The Secret Life of Us, Love My Way, Tangle ou Puberty Blues. En 2015, McNamara réalise son deuxième long métrage, la comédie dramatique Ashby avec Mickey Rourke, Sarah Silverman et Emma Roberts.
Un an plus tard, il revient à la télévision en tant que créateur du drame médical Doctor Doctor.
En 2018, il est salué par la critique pour son travail de co-écriture de la comédie dramatique historique The Favorite.
McNamara créée The Great, une série tournant autour de la vie de Catherine la Grande. Il en écrit également une adaptation cinématographique : « Cela avait été une pièce de théâtre et un film, et j'avais toujours du mal à comprendre le fait que c'était une histoire si énorme pour un film. Je voulais le raconter comme une histoire qui s'étendrait sur des années et des années. »,

## Vie privée
McNamara est marié à l'actrice australienne Belinda Bromilow, qui apparaît comme tante Elizabeth dans The Great.

## Filmographie

### Scénariste

#### Télévision
- 1993 : All Together Now (série télévisée), saison 4, épisode 30 Your Cheatin'Heart
- 1997 : Big Sky (série télévisée), 3 épisodes
- 2001-2005 : The Secret Life of Us (série télévisée), 12 épisodes
- 2004-2007 : Love My Way (série télévisée), 7 épisodes
- 2008 : Echo Beach (série télévisée), 2 épisodes
- 2008 : Moving Wallpaper (série télévisée), épisode 9
- 2008 : Rush (série télévisée), épisode 8
- 2009-2012 : Tangle (série télévisée), 7 épisodes
- 2010-2011 : Spirited (série télévisée), 3 épisodes
- 2011 : Offspring (série télévisée), saison 2, épisode 11 Complications
- 2012-2014 : Puberty Blues (série télévisée), 7 épisodes
- 2016-2021 : Doctor Doctor (série télévisée), 37 épisodes
- 2020-2023 : The Great (série télévisée), 30 épisodes

#### Cinéma
- 1995 : The Beat Manifesto (court métrage) de Daniel Nettheim
- 2003 : The Rage in Placid Lake de lui-même
- 2015 : Ashby de lui-même
- 2018 : La Favorite (The Favourite) de Yorgos Lanthimos
- 2021 : Cruella de Craig Gillespie
- 2023 : Pauvres Créatures (Poor Things) de Yorgos Lanthimos
- 2025 : La Guerre des Rose (The Roses) de Jay Roach

### Réalisateur
- 2003 : The Rage in Placid Lake
- 2015 : Ashby

## Distinctions

### Récompenses
- Australian Film Institute Awards 1995 : Meilleur scénario de court métrage pour The Beat Manifesto
- Festival de Melbourne 2003 : Meilleur film populaire pour The Rage in Placid Lake
- Australian Film Institute Awards 2003 : Meilleur scénario adapté pour The Rage in Placid Lake
- British Independent Film Awards 2018 : Meilleur film et meilleur scénario pour La Favorite
- Baftas 2019 : Meilleur film britannique et meilleur scénario original pour La Favorite
- National Board of Review Awards 2023 : Meilleur scénario adapté pour Pauvres Créatures

### Nominations
- Australian Film Institute Awards 2007 : Meilleur scénario pour la télévision pour l'épisode Cars Without Brakes de la série Love My Way
- Oscars 2019 : meilleur scénario original pour La Favorite
- Golden Globes 2019 : meilleur scénario pour La Favorite
- Satellite Awards 2019 : meilleur scénario original pour La Favorite
- Primetime Emmy Awards 2020 : meilleur scénario pour une série télévisée comique pour l'épisode The Great de la série The Great
- Golden Globes 2024 : meilleur scénario pour Pauvres Créatures
- Satellite Awards 2024 : meilleur scénario adapté pour Pauvres Créatures
- Oscars 2024 : Meilleur scénario adapté pour Pauvres Créatures